# Gabriel Wüger

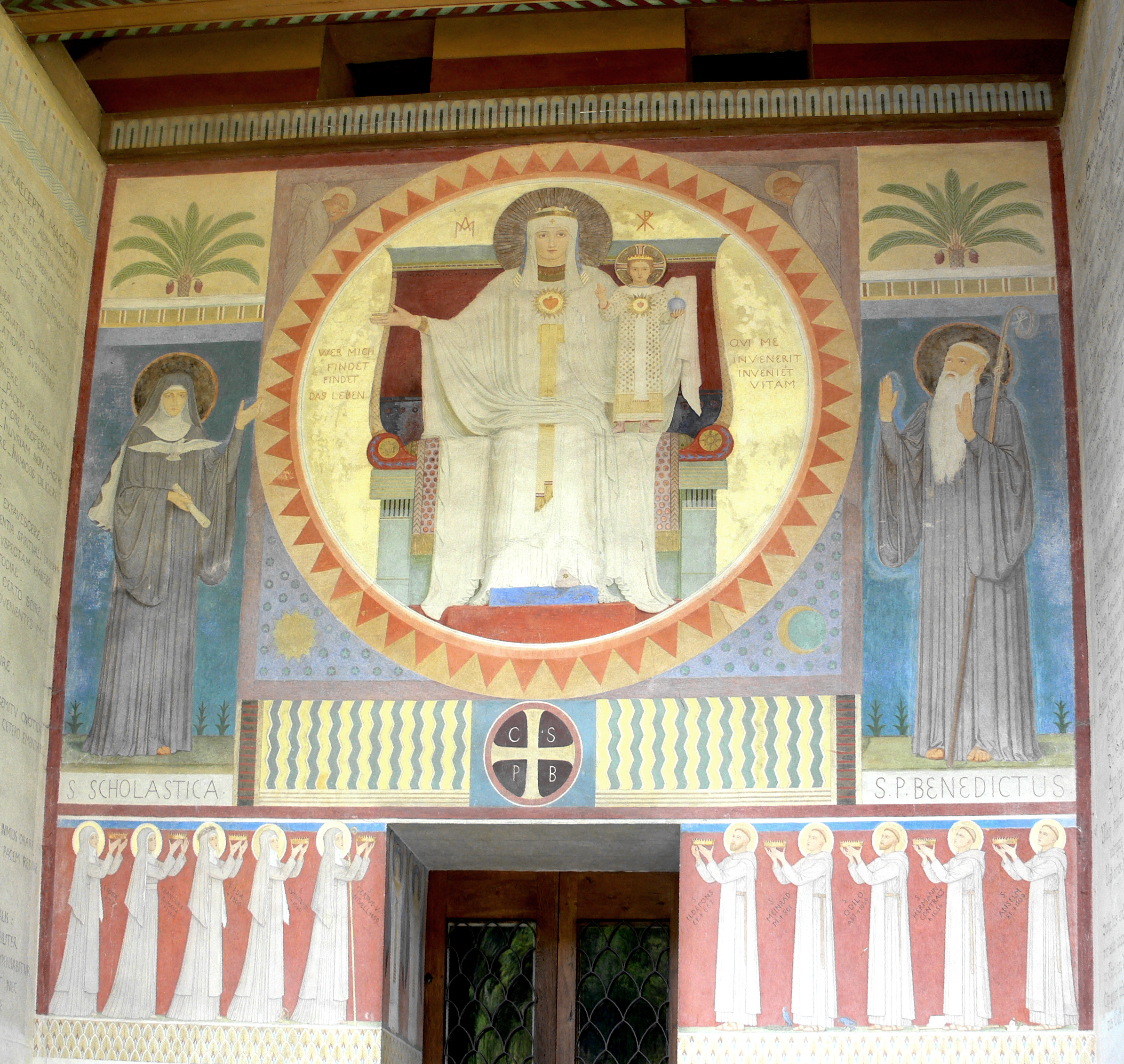
Wügers Fassadengemälde an der Beuroner Mauruskapelle

Gabriel Wüger OSB (* 2. Dezember 1829 in Steckborn am Untersee (Bodensee), Kanton Thurgau als Jakob Wüger; † 31. Mai 1892 in Monte Cassino) war ein Schweizer Benediktinerpater und Maler.

## Leben
Gabriel Wüger wurde als Sohn wohlhabender reformierter Eltern in Steckborn geboren. Zunächst besuchte er in La Neuveville das Gymnasium, dort wurde sein künstlerisches Talent entdeckt und er nahm fortan bei einem seiner Zeichenlehrer Privatunterricht. Als sein Vater schliesslich in eine künstlerische Laufbahn einwilligte, besuchte Gabriel Wüger die Akademie der Bildenden Künste München, wo er seine Studien bei Wilhelm von Kaulbach absolvierte (1847 bis 1852). Er schloss sich später der zunehmend mit der Akademie in Konkurrenz stehenden Schule Johann Baptist Berdellés an.
Im Jahr 1856 ging er nach Dresden, wo er seine Studien großer Meister wie Rubens oder Veronese fortsetzte. Nach einem kurzen Abstecher in München, wo er eines seiner Werke veräussern konnte, besuchte er seine Verwandten und hielt sich 1858 bis 1860 in Steckborn auf. Anfang 1860 siedelte er nach Nürnberg über, im Jahr 1862 schliesslich nach Florenz, wo ihm der Maler Amos Cassioli einen Platz in seinem Studio zur Verfügung stellte.
Während seines Aufenthalts in Rom ab 1862 trat er zum Katholizismus über. Durch die Kunst der Nazarener wurde er entscheidend beeinflusst. 1869 erhielt er den Auftrag zur Ausführung der Fresken in der Abtei Beuron, die er in den Sommern der Jahre 1868 und 1869 ausführte, ausserdem versah er die Außenwände eines klösterlichen Wohnhauses neben der Mauruskapelle mit Bildern. 1870 wurde er Novize im Kloster Beuron, legte dort 1875 die Ewige Profess ab und empfing 1880 die Priesterweihe. 
Wüger wurde zu einem der Mitbegründer der Beuroner Kunstschule und war an mehreren Hauptwerken derselben beteiligt. Nach Vollendung seiner Arbeiten an der Torretta in Monte Cassino starb Wüger im Jahr 1893 und wurde dort beigesetzt.

## Werke (Auswahl)
- Gretchen vor der Madonna
- Loreley
- St. Joseph
- Albrecht Dürer als Jüngling in der Werkstatt
- Tell rettet den Baumgarten über den tobenden See, Landenbergische Reiter prallen am Ufer ab
- Mauruskapelle Beuron
- Ausmalung der Abteikirche Emmaus in Prag, 1880 bis 1887
- Wandmalereien in der Kirche «Mariä Heimsuchung» Stuttgart, 1898/1890 (zerstört)[4]
- Ausmalung der Torretta in der Erzabtei Montecassino (zerstört)